# Zum guten Hirten (Gütersloh)

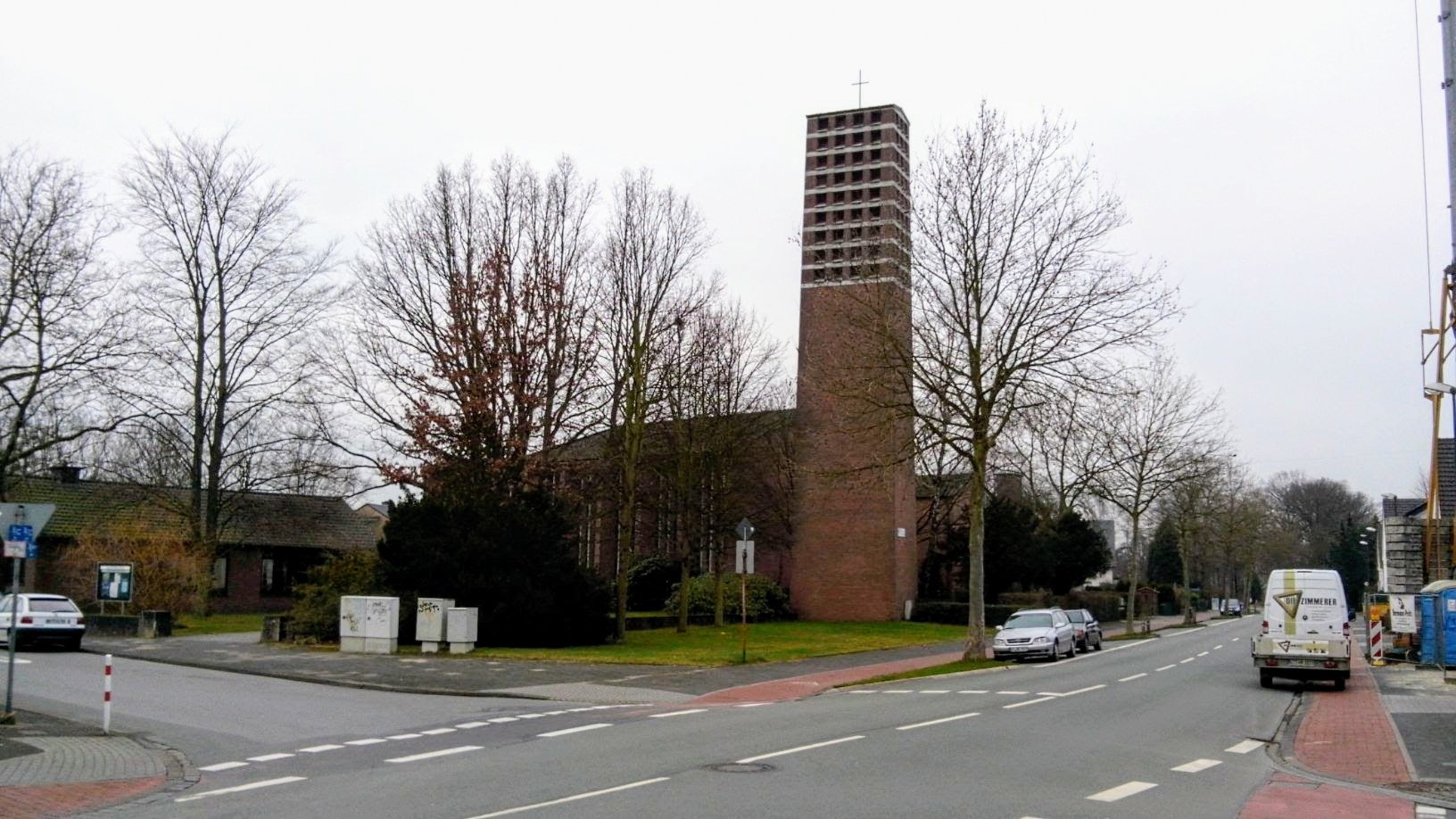
Kirche Zum Guten Hirten

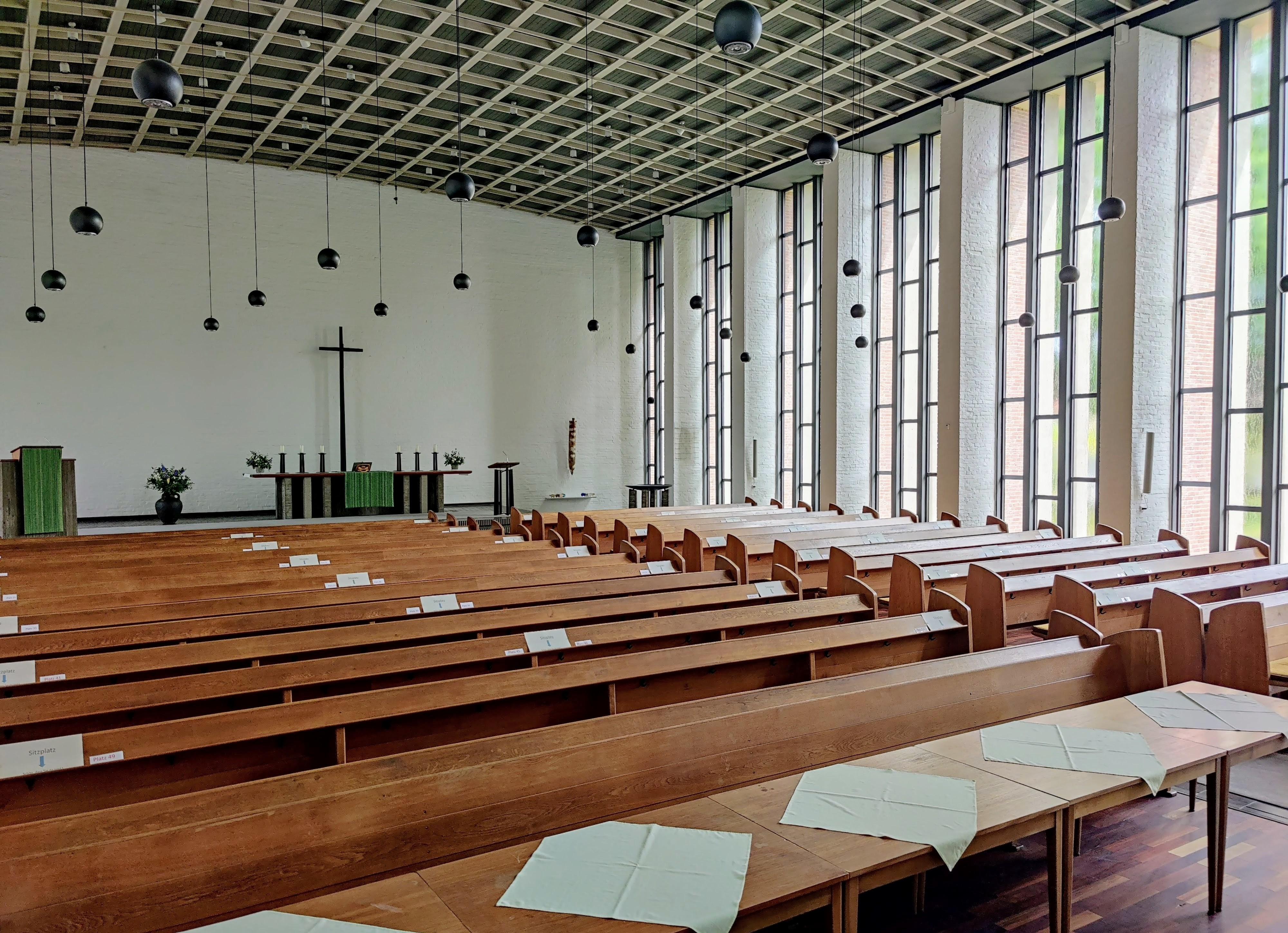
Innenraum (2021)

Die Kirche Zum guten Hirten ist eine evangelische Kirche im Ortsteil Blankenhagen der ostwestfälischen Kreisstadt Gütersloh. Die Kirche an der Kahlertstraße gehört zusammen mit der Evangeliumskirche zur Region Nord der Evangelischen Kirchengemeinde Gütersloh, die dem Kirchenkreis Gütersloh der Evangelischen Kirche von Westfalen angehört.

## Geschichte
In den 1950er Jahren wuchs die Bevölkerung im Norden Güterslohs stark an. 1953 erwarb die Evangelische Kirchengemeinde Gütersloh daher ein Grundstück, auf dem sie ein Gemeindehaus errichtete. Dort fanden auch Gottesdienste statt, wobei das Gebäude für diese Zwecke nur wenig geeignet war. Im Frühjahr 1962 legte die Gemeinde daher auf demselben Grundstück den Grundstein für eine Kirche. 
Der Berliner Architekten Karl Wilhelm Ochs entwarf die Pläne für das Gotteshaus, das 400 Personen Platz bietet und am 3. Adventssonntag 1963 seiner Bestimmung übergeben wurde. Die Kirche „Zum Guten Hirten“ war die zehnte Kirche in Gütersloh und die sechste evangelische Kirche in der Stadt.
Zur Ausstattung gehört ein Wandteppich, der nach einem Entwurf von Woldemar Winkler von dessen Frau Margret Horstkotte-Winkler gewebt wurde und das Guter-Hirte-Motiv aufgreift.
Durch mehrere Starkregenereignisse war im Lauf des Jahres 2024 mehrfach Wasser in die Kellerräume der Kirche eingedrungen. Im September 2024 wurde nach einem baubiologischen Gutachten ein starker Schimmelpilzbefall im Kirchenraum festgestellt. Unter anderem waren Kirchenbänke, Sitzkissen und die Orgel betroffen. Der Zutritt wurde nur noch mit Schutzausrüstung erlaubt; das Presbyterium beschloss, die Predigtgottesdienste in die Evangeliumskirche zu verlegen. Im benachbarten Gemeindehaus wurde keine erhöhte Schimmelpilzsporenkonzentration festgestellt. 

## Orgel

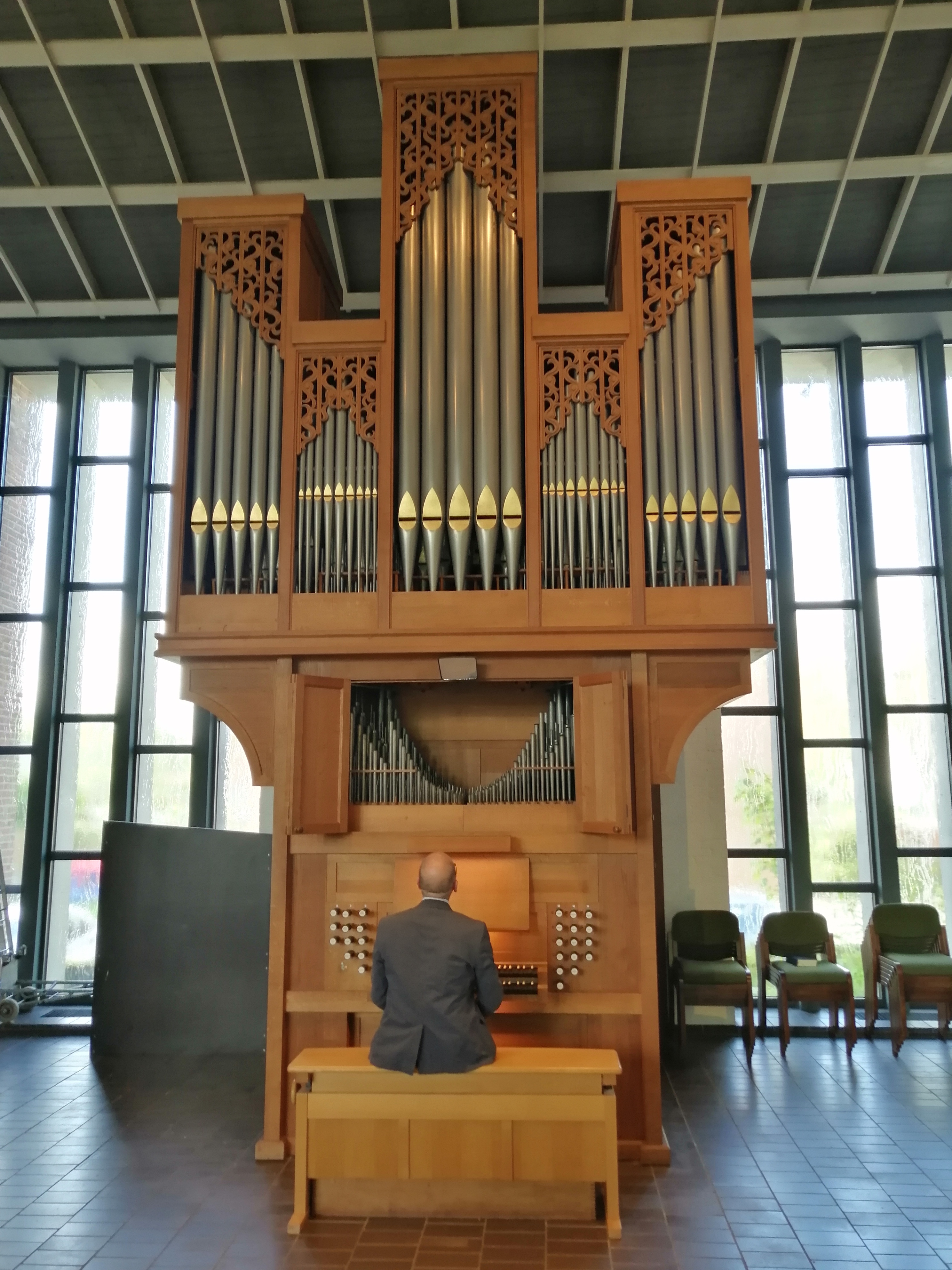
Metzler-Orgel

Die Orgel wurde von der Schweizer Firma Oskar Metzler & Söhne hergestellt und am 17. Juli 1966 eingeweiht. Das Instrument war die erste Orgel, die das renommierte Unternehmen für eine Gemeinde in Deutschland baute. Die Kosten betrugen 170.000 D-Mark, wobei 54.000 D-Mark noch aus der Bausumme stammten, der Rest wurde durch Spenden aus dem Pfarrbezirk finanziert. Aufgestellt ist das Instrument freistehend links vom Altar. 
Die Orgel besteht aus Eichenholz, Metall- und Fichtenpfeifen. Sie ist vollmechanisch und hat 26 Register auf zwei Manualen und Pedal. Die längste Pfeife misst 2,50 Meter. 
| I Hauptwerk C–g3 |            |        |
| 1.               | Pommer     | 16′    |
| 2.               | Prinzipal  | 8′     |
| 3.               | Hohlflöte  | 8′     |
| 4.               | Oktav      | 4′     |
| 5.               | Spitzflöte | 4′     |
| 6.               | Nasard     | 2 ⁄3′  |
| 7.               | Superoktav | 2′     |
| 8.               | Terz       | 1 3⁄5′ |
| 9.               | Mixtur IV  | 1 ⁄3′  |
| 10.              | Trompete   | 8′     |
| 11.              | Vox humana | 8′     |

| II Brustschwellwerk C–g3 |              |       |
| 12.                      | Holzgedackt  | 8′    |
| 13.                      | Prinzipal    | 4′    |
| 14.                      | Rohrflöte    | 4′    |
| 15.                      | Octav        | 2′    |
| 16.                      | Spitzgedackt | 2′    |
| 17.                      | Larigot      | 1 ⁄3′ |
| 18.                      | Zimbel III   | 1′    |
| 19.                      | Krummhorn    | 8′    |
|                          | Tremulant    |       |

| Pedal C–f1 |           |       |
| 20.        | Bourdon   | 16′   |
| 21.        | Octav     | 8′    |
| 22.        | Octav     | 4′    |
| 23.        | Mixtur IV | 2 ⁄3′ |
| 24.        | Posaune   | 16′   |
| 25.        | Trompete  | 8′    |
| 26.        | Cinq      | 4′    |

- Koppeln: II/I, I/P, II/P